# Route der Industriekultur – Industriekultur an der Lippe
Industriekultur an der Lippe ist der Name der siebten Themenstrecke der Route der Industriekultur. Der Bergbau kam erst im 20. Jahrhundert in die ländlich geprägte Region rund um die Lippe. Auch Binnen-Schifffahrt und Chemieindustrie prägen hier die Industrielandschaft bis heute. Museen thematisieren die technischen, politischen und sozialen Zusammenhänge.

## Haltepunkte
- Maximilianpark
- Schulweg-Steg

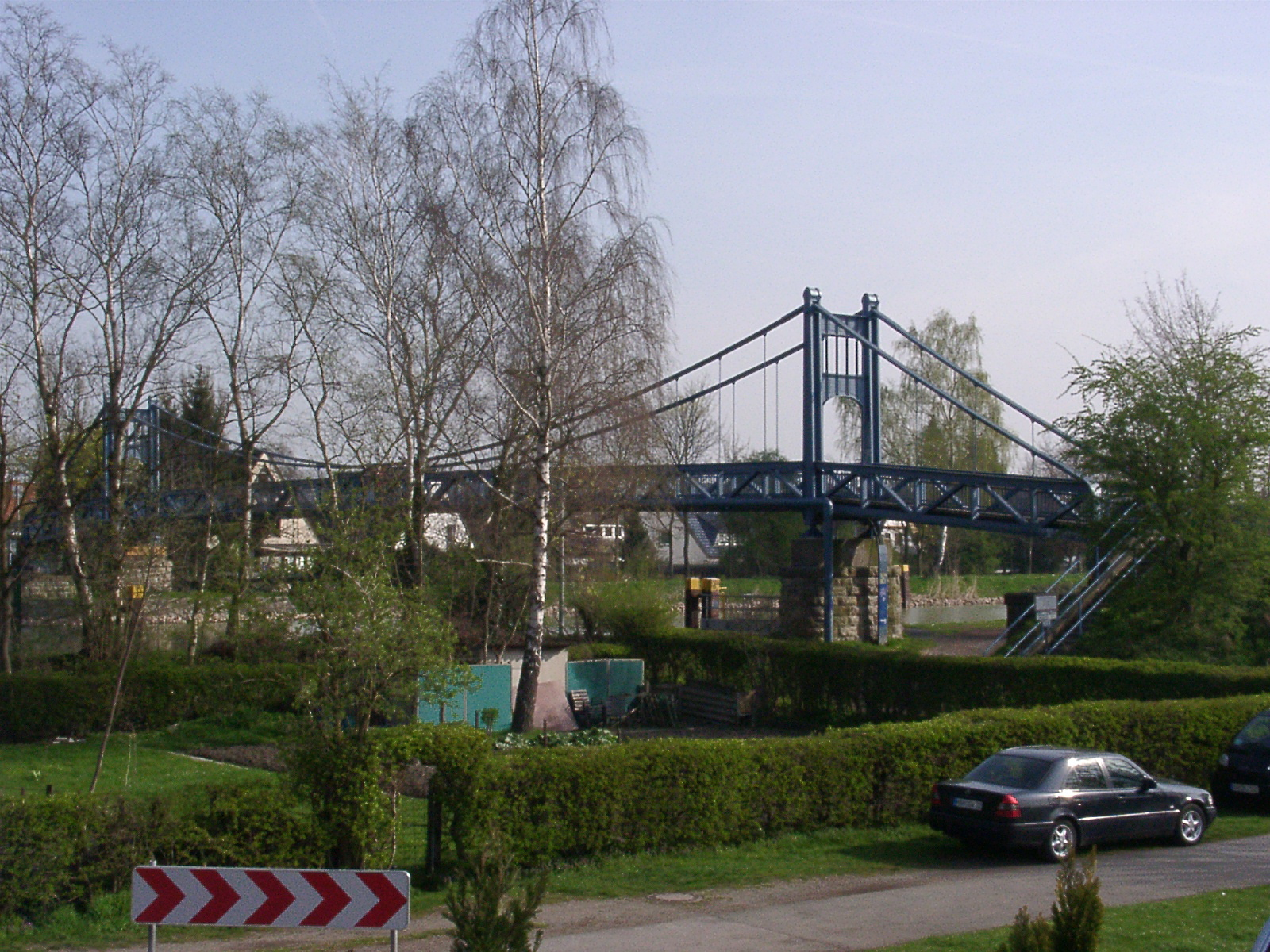
Schulweg-Steg in Hamm-Werries

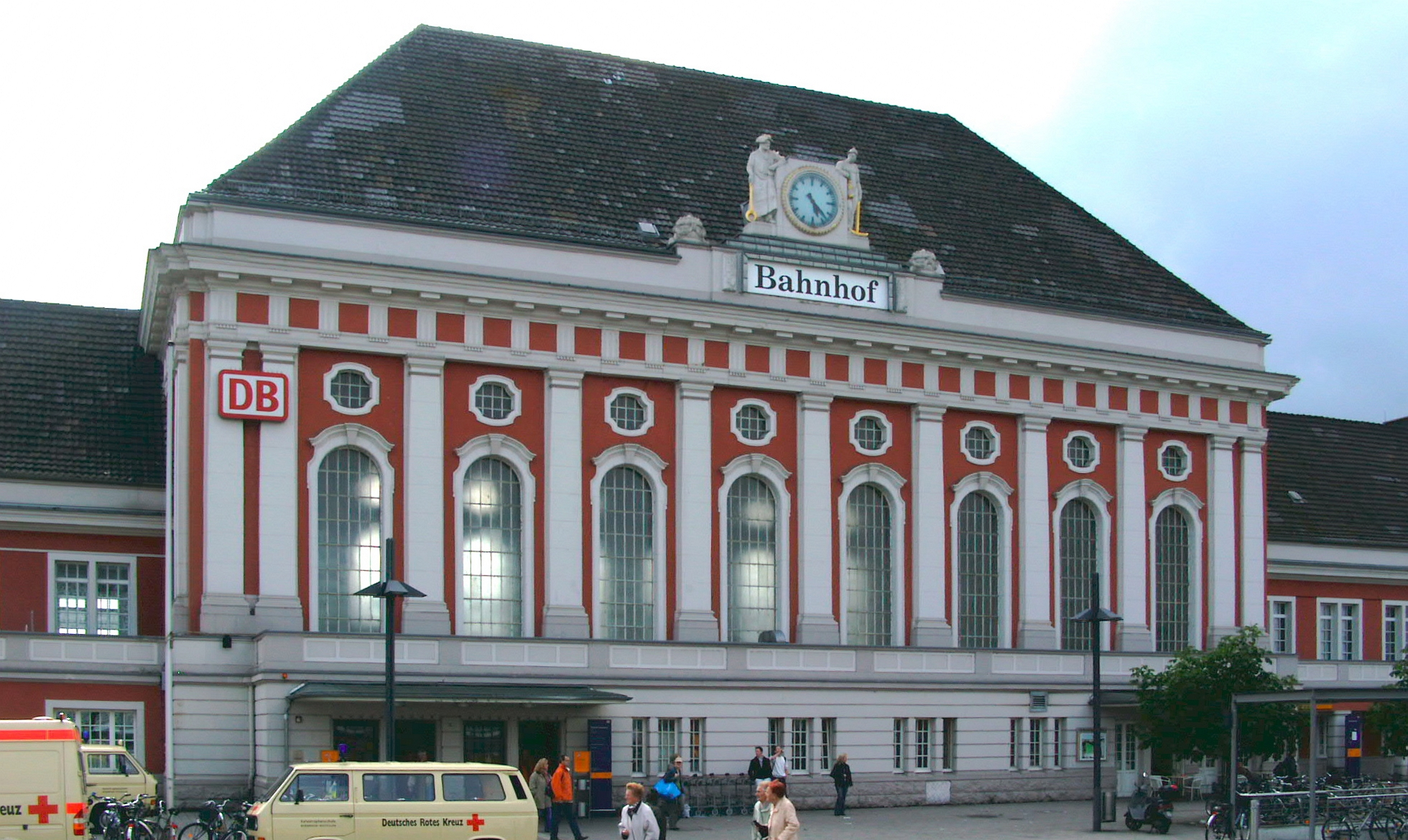
Bahnhof Hamm

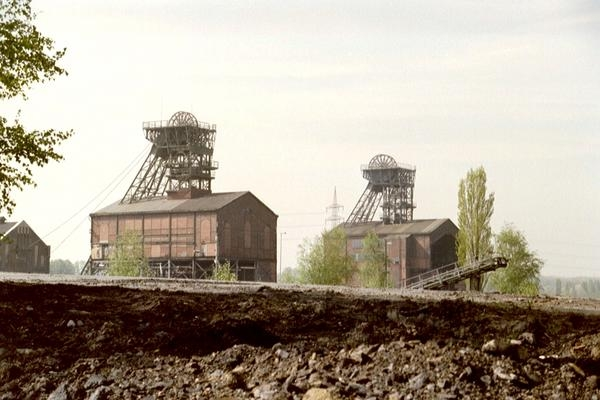
Zeche Radbod

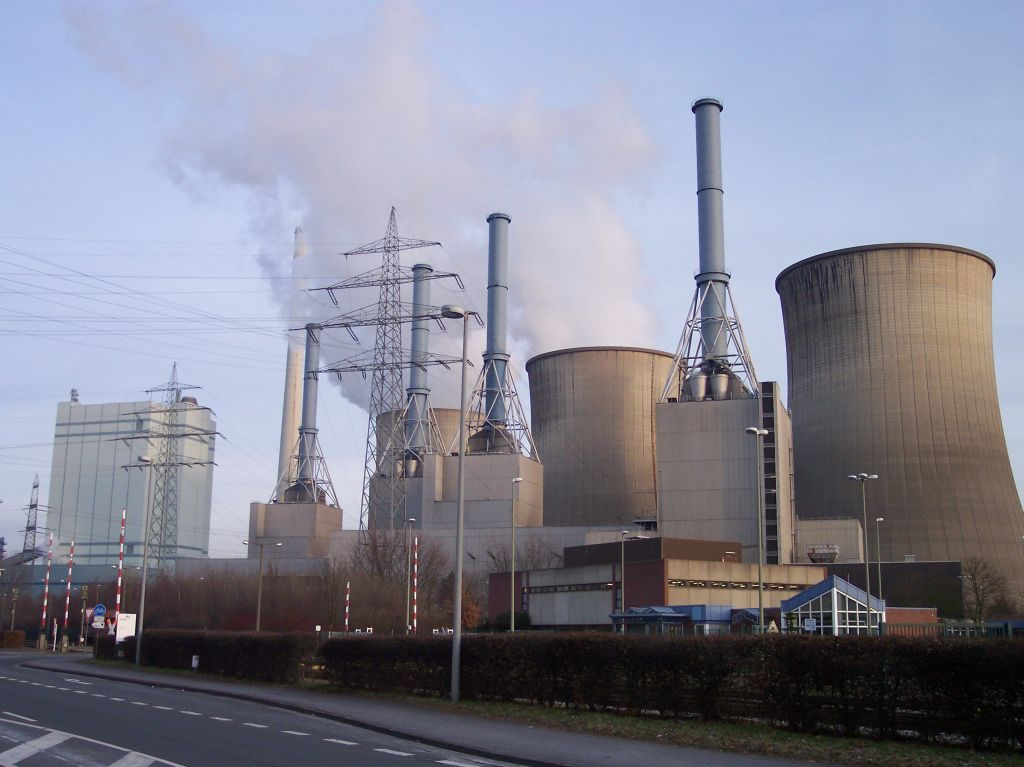
Gersteinwerk Werne

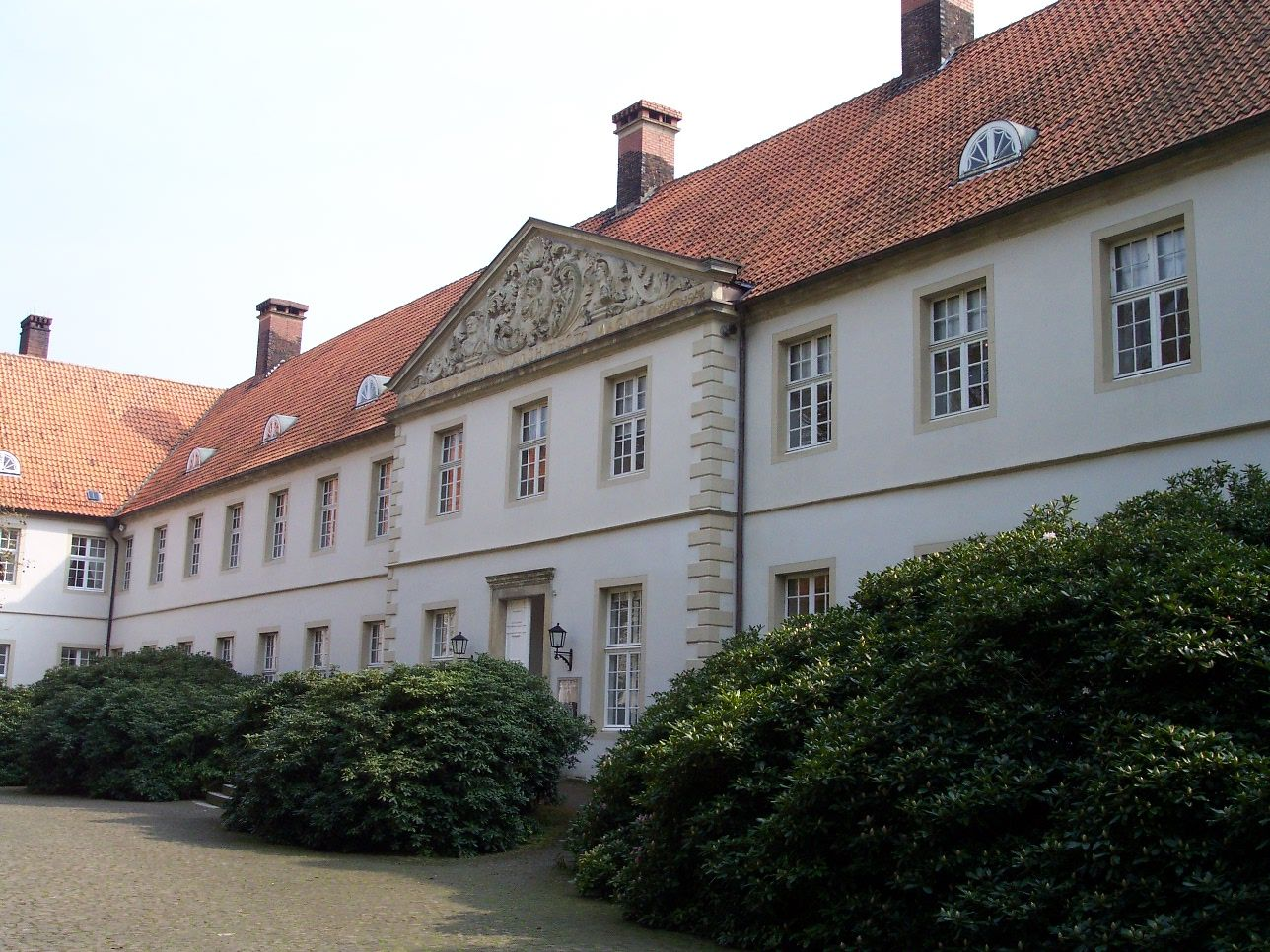
Zentralgebäude von Schloss Cappenberg

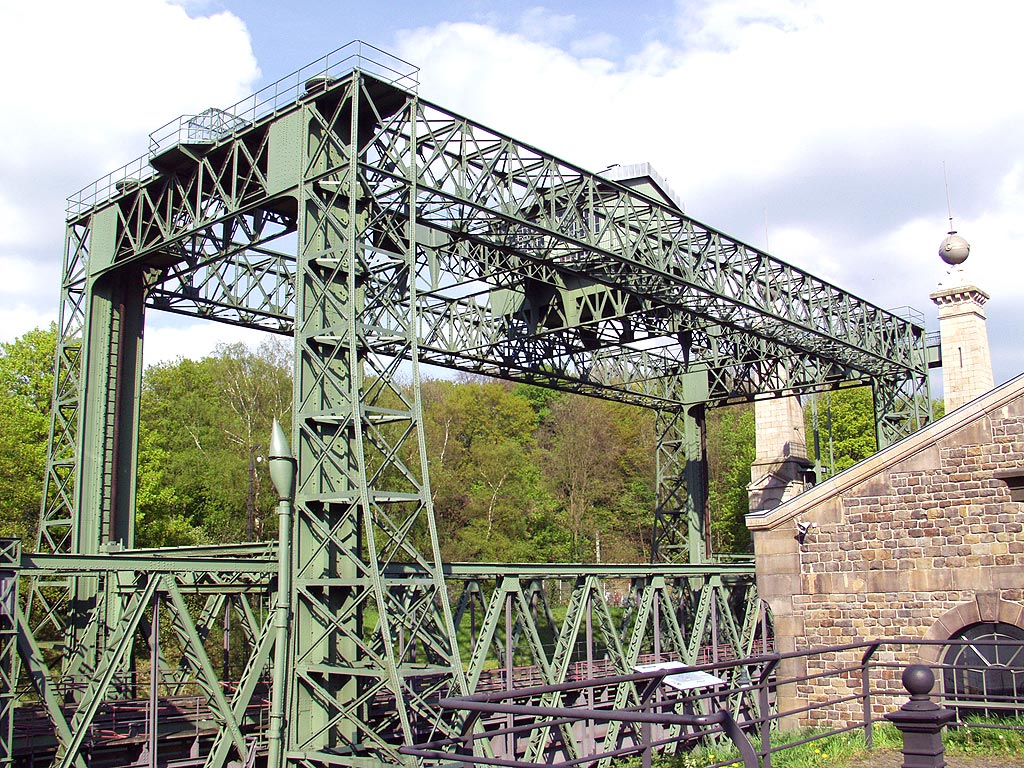
Altes Schiffshebewerk Henrichenburg

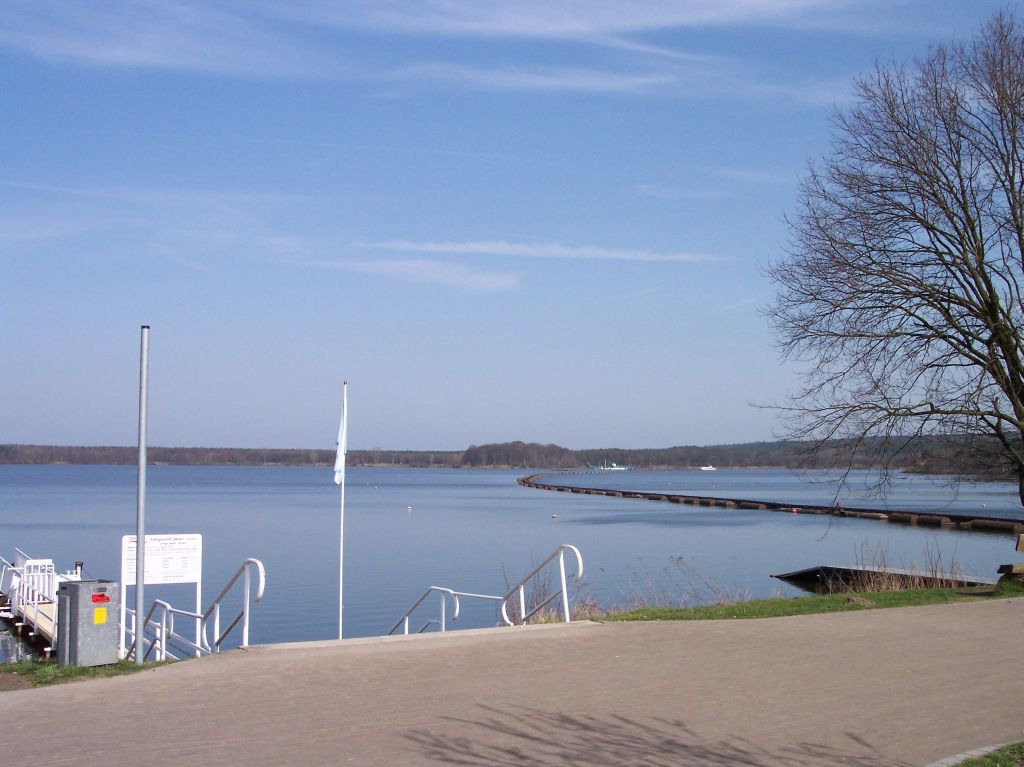
Halterner Stausee

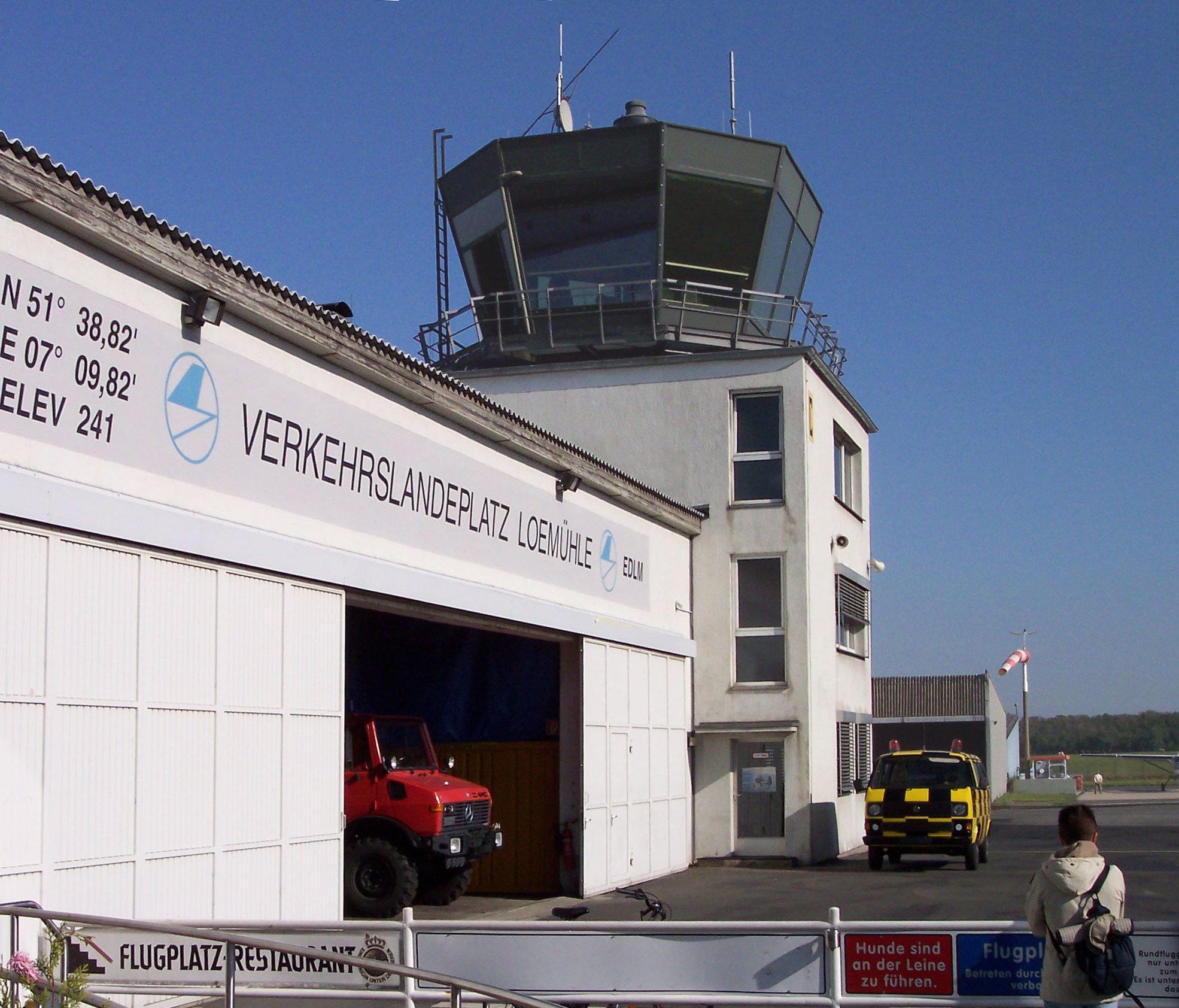
Flugplatz Loemühle

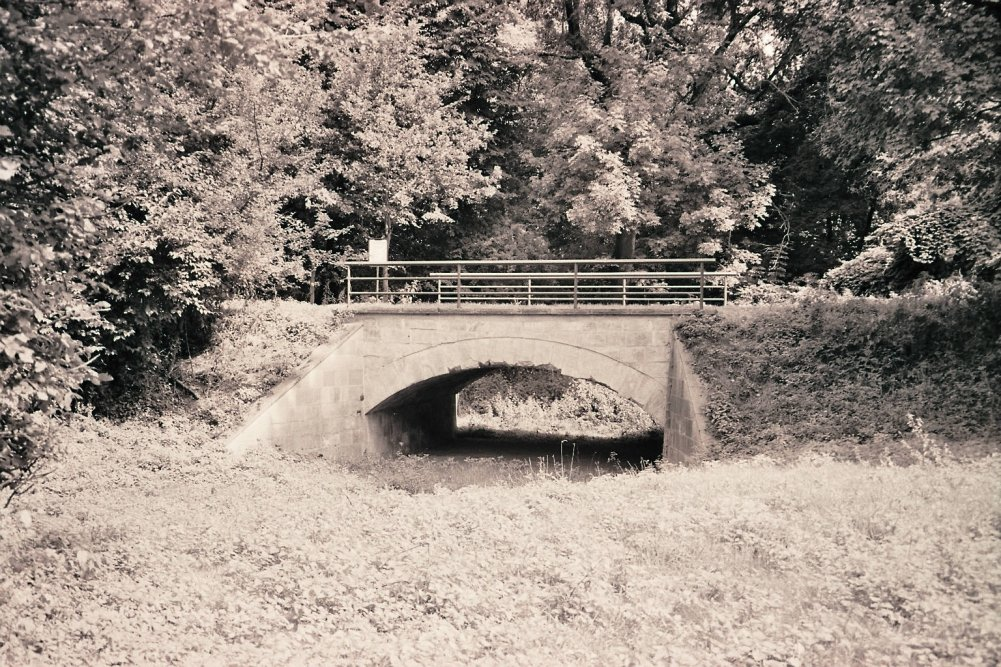
Die Fleuthebrücke im Verlauf der Gahlenschen Straße

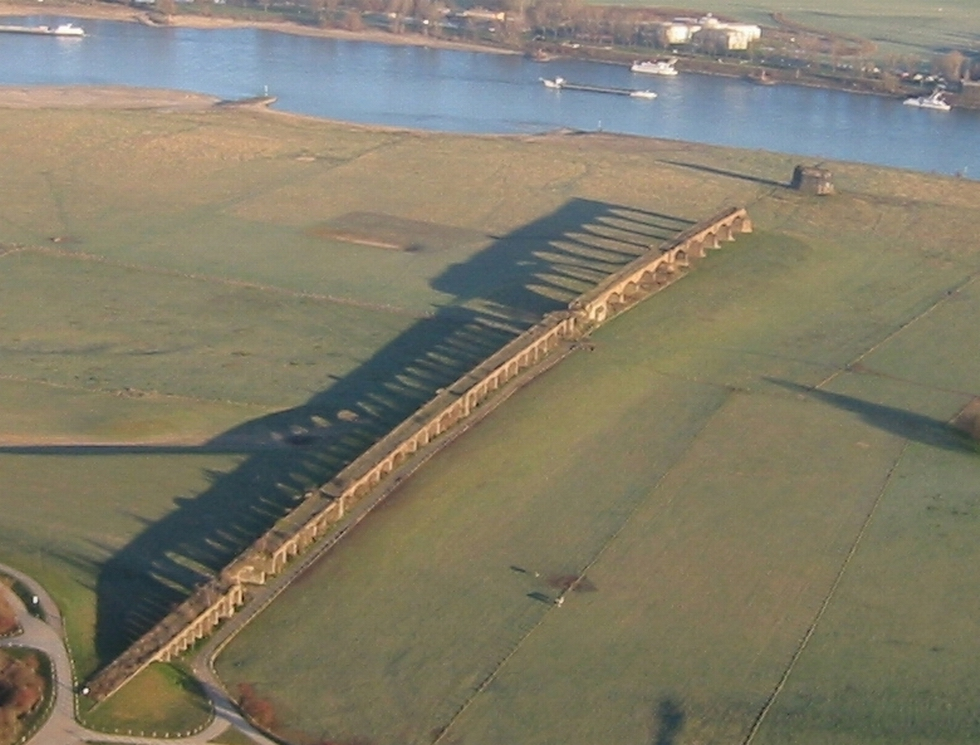
Linksrheinische Reste der Eisenbahnbrücke Wesel

- Schleuse Werries am Datteln-Hamm-Kanal
- Lippeschleuse Heessen
- Kurpark Hamm
- Wasserübergabe Hamm (Wasserverteilungsanlage Hamm)
- Schleuse Hamm
- Klostermühle Pohl
- Wassertürme am Hellweg
- Bahnhof Hamm
- Stadthafen Hamm
- Zeche Sachsen – Öko-Zentrum NRW
- Siedlung Vogelsang (eine der Siedlungen der Zeche Sachsen)
- Zeche Radbod
- Gedenkstätte Zeche Radbod
- Kraftwerk Gersteinwerk
- Bergwerk Ost, Schächte Heinrich Robert
- Kissinger Höhe
- Bergwerk Ost, Schacht Lerche
- D-Zug-Siedlung Rünthe in Bergkamen
- Kulturzentrum Schacht III in der Waschkaue der Zeche Werne
- Marina Rünthe
- Zeche Werne
- Altes Amtshaus heute Karl-Pollender-Stadtmuseum Werne
- Bergwerk Monopol Schacht Grimberg 1/2
- Halde Großes Holz
- Zeche Haus Aden
- Seepark Lünen mit Preußenhalde und Pyramide
- Kantine „Westfalia“
- Preußenhafen
- Siedlung Ziethenstraße
- Siedlung „Am Kanal“
- Victoria-Siedlung an der Zeche Victoria
- Ziegelei Siegeroth
- Schloss Cappenberg
- Kraftwerk Lünen
- Zeche Minister Achenbach, Schacht 4 – LÜNTEC-Tower
- Bergarbeiter-Wohnmuseum
- Zeche Waltrop
- Heimatmuseum Waltrop im Riphaushof
- Schiffshebewerk Henrichenburg im Schleusenpark Waltrop
- Siedlung Beisenkamp
- Hermann-Grochtmann-Museum in Datteln
- Kanalkreuz Datteln
- Fernsteuerzentrale Wasserversorgung Datteln
- Schleusengruppe Datteln-Natrop
- Kanalbrücke Alte Fahrt des Dortmund-Ems-Kanals
- „Schiefe Brücke“ in Olfen
- Kanalbrücke über die Stever
- Ehemalige Lippeschleuse Vogelsang
- Wasserwerk Haltern der Gelsenwasser AG
- Quarzsand- und Mahlwerk Haltern-Sythen
- Bergwerk Auguste Victoria, Schacht 8
- Bergwerk Auguste Victoria / Blumenthal 1/2
- Bergwerk Auguste Victoria / Blumenthal 3/7
- Chemiepark Marl
- Bereitschaftssiedlung der Chemischen Werke Hüls
- Siedlung Brassert in Marl
- Zeche Auguste Victoria, Schacht 4/5
- Flugplatz Loemühle
- Ruhrgas Dorsten
- Bergwerk Fürst Leopold
- Siedlung Fürst Leopold
- Schleusengruppe Dorsten
- Bahnhof Dorsten
- Gahlenscher Kohlenweg
- Wasserwerk Dorsten-Holsterhausen
- Tüshaus-Mühle
- Menting Lehmbau
- Dachziegelwerke Nelskamp
- Feldbahn Schermbeck-Gahlen (Mitte 2011 gestrichen)
- Lippe-Treidlerdorf Krudenburg
- Flugplatz Dinslaken/Schwarze Heide
- Schleusengruppe Friedrichsfeld
- Ehemaliger Lippehafen Wesel
- Altes Wasserwerk Wesel
- Wasserturm Wesel
- Rheinbrücke Wesel
- Städtischer Rheinhafen Wesel
- Preußen-Museum Wesel in Wesel